# Eliza Wigham

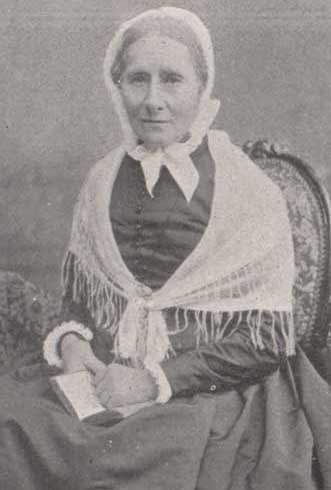
Elizabeth Wigham (1860)

Elizabeth (Eliza) Wigham (geboren 23. Februar 1820, Edinburgh – gestorben 3. November 1899, Foxrock nahe Dublin) war eine führende Frauenwahlrechtsaktivistin und Abolitionistin im schottischen Edinburgh des 19. Jahrhunderts. Sie war an mehreren Hauptkampagnen beteiligt, in denen es darum ging, die Frauenrechte im Großbritannien zu verbessern und sie wurde als eine der führenden Bürgerinnen von Edinburgh wahrgenommen. Ihre Stiefmutter, Jane Smeal, war eine führende Aktivistin in Glasgow, und ihr Bruder John Richardson Wigham war ein bekannter Leuchtturm-Ingenieur.

## Leben
Eliza Wigham war Tochter von John Tertius Wigham, einem Baumwoll- und Schalfabrikanten, und seiner Frau Jane (geborene Richardson). Die Familie, die ihren Sitz in der South Gray Street 5 in Edinburgh hatte, wuchs auf sechs Kinder heran. Die Wighams waren ein Teil des Netzwerks der führenden Quäker-Familien, die gegen die Sklaverei waren und sich in Edinburgh, Glasgow, Newcastle und Dublin betätigten. Elizas Mutter, ältere Schwester und jüngerer Bruder starben, als sie ungefähr zehn Jahre alt war. 1840 verheiratete sich ihr Vater wieder mit Jane Smeal.

## Kampagnenarbeit
Wigham war die Schatzmeisterin der „Edinburgh Ladies' Emancipation Society“.
Im Gegensatz zu anderen Frauenwahlrechtsorgnaisationen, die sich aufspalteten, existierte die Edinburgher Organisation auch noch 1870. Man schrieb das Verdienst dafür Wigham und ihrer Stiefmutter Jane Smeal zu.

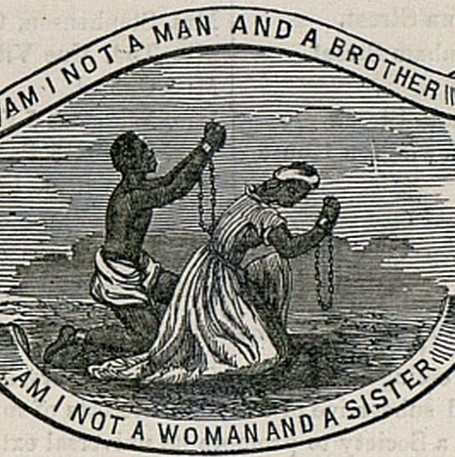
Das Emanzipationslogo von 1866

1840 reiste Wigham zusammen mit ihrer Freundin Elizabeth Pease Nichol nach London, um an der „World Anti-Slavery Convention“ teilzunehmen, die am 12. Juni begann. Weitere Teilnehmer bei diesem Ereignis waren Aktivistinnen wie Lucy Townsend und Mary Anne Rawson sowie auch amerikanische Aktivistinnen wie Lucretia Mott und Elizabeth Cady Stanton. Die weiblichen Delegierten waren verpflichtet separat von den männlichen Delegierten zu sitzen und konnten somit nicht aktiv an der Konferenz teilnehmen.
Wigham, ihre Stiefmutter und einige ihrer Freundinnen gründeten das „Edinburgh chapter of the National Society of Women’s Suffrage“, den Edinburgher Zweig der „National Society of Women’s Suffrage“. Eliza und ihre Freundin Agnes McLaren wurden Sekretärinnen, Priscilla Bright McLaren war die Präsidentin und Elizabeth Pease Nichol war die Schatzmeisterin.
1863 betätigte Wigham sich zusammen mit Mary Estlin im Komitee von Clementia Taylors „Ladies’ London Emancipation Society“. Im gleichen Jahr schrieb sie The Anti-Slavery Cause in America and its Martyrs, ein kurzes Buch, das die britische Regierung beeinflussen sollte. Zu dieser Zeit war die Furcht vorhanden, dass die Briten sich zusammen mit den Konföderierten Staaten am Sezessionskrieg beteiligen könnten und auf diese Weise die Sklaverei in den Vereinigten Staaten unterstützen würden.
Wigham war auch beteiligt bei der Kampagne, die Gesetze des Parlaments zurückzunehmen, die darauf zielten die Prostitution einzudämmen. Die Ladies National Association for the Repeal of the Contagious Diseases Acts wurde gegründet als Antwort auf diese Gesetze und war erfolgreich bei der Verfolgung ihrer Ziele.

## Leben als Helferin und Pflegerin

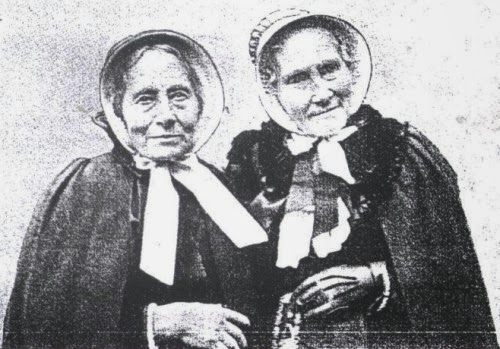
Eliza Wigham und ihre Schwester Mary Edmundson

Wighams Vater starb 1864, danach lebte Eliza weiterhin mit ihrer Stiefmutter Jane zusammen in deren Haus an der South Gray Street in Edinburgh. Sie pflegte Jane, bis diese im November 1888 nach Monaten schlimmer Krankheit starb. Nach dem Tod ihres Bruders im Jahr 1897 verkaufte Eliza den Besitz, um den Umzug nach Dublin zu ermöglichen, wo sie umgekehrt nun von ihren Verwandten versorgt werden konnte.

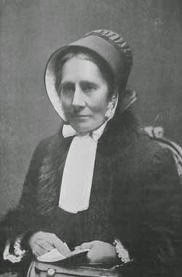
Eliza Wigham (1898)

Wigham starb in Foxrock nahe Dublin im Jahr 1899.

## Erbe und Andenken
Ein Gedenkbuch für Eliza Wigham wurde 1901 publiziert.
2015 waren vier der Frauen, die mit den Frauenwahlrechts- und Abolitionismus-Kampagnen verbunden waren, Gegenstand eines Projektes von lokalen Historikern. Die Gruppe wollte, dass den „vergessenen Heldinnen“ der Stadt, nämlich Eliza Wigham, Elizabeth Pease Nichol, Priscilla Bright McLaren und Jane Smeal, die nötige Anerkennung zukommen sollte.